# Mi querido Tom Mix
Mi querido Tom MIx es una película mexicana estrenada el 25 de diciembre de 1992, dirigida por Carlos García Agraz, protagonizada por Ana Ofelia Murguía y Eduardo Palomo.

## Sinopsis
Ocotito, un pueblito del norte mexicano de los años treinta, es el escenario donde transcurre la plácida vida de Joaquina, una bondadosa solterona cuya sed de aventuras la lleva todas las tardes al único cine de la localidad, donde se proyectan series de episodios. Las favoritas de Joaquina son las de Tom Mix, el mítico cowboy del cine mudo hollywoodense. Cuando la pandilla de Pancho "El Largo" amenaza la tranquilidad del pueblo, Joaquina no duda en escribirle al único héroe que ella sabe que puede salvarlos.

## Elenco
- Ana Ofelia Murguía - Joaquina
- Eduardo Palomo - Tom Mix
- Federico Luppi - Domingo
- Manuel Ojeda - Evaristo
- Mercedes Olea - Antonia
- Damián García Vázquez - Felipe
- René Pereyra - Don Marcial
- Eduardo Casals - Pancho "el largo"

## Premios y reconocimientos

### Premio Ariel(1993)
| Categoría                | Persona             | Resultado |
| ------------------------ | ------------------- | --------- |
| Mejor Actriz             | Ana Ofelia Murguía  | Nominada  |
| Mejor Argumento Original | Consuelo Garrido    | Nominado  |
| Mejor Ópera Prima        | Carlos García Agraz | Nominado  |

### Festival de Cine de La Habana
| Año  | Categoría    | Persona            | Resultado |
| ---- | ------------ | ------------------ | --------- |
| 1991 | Mejor Actriz | Ana Ofelia Murguía | Ganadora  |